# ژورانگ (مریخ‌نورد)
ژورانگ یا ژرانگ (چینی: 祝融; پین‌یین: Zhùróng) و </(انگلیسی: Zhurong) مریخ‌نوردی است که بخشی از مأموریت بین سیاره‌ای چین "تیان‌ون ۱" به مریخ را تشکیل می‌دهد. سطح‌نشین حامل این مریخ‌نورد در ۱۴ مه ۲۰۲۱ بر سطح مریخ فرود آمد.این موفقیت چین را به سومین کشوری تبدیل کرد که پس از اتحاد جماهیر شوروی و ایالات متحده با موفقیت فرود نرم بر روی مریخ فرود آمد و از سطح مریخ ارتباط برقرار کرد.